# Мрдак Лужанин
Бан Лужанин Мрдак (умро 15. век) био је српски бан (по неким изворима кнез) у Зети почетком 15. века, као и таст Бијелог Павла, родоначелника племена Бјелопавлићи

## Мрдак Лужанин и Бели Павле
Најверодостојни подаци о доласку Белог Павла у Сретњу објавио је доктор етнологије Милован Филиповић. Он сматра да се Бели Павле у Сретњу доселио најкасније крајем 14. века и легенда о томе је сачувана у Славеносербском рјечнику. Бели Павле је по том сведочењу са Косова и Метохије дошао у Сретњу и настанио се код бана Лужанина Мрдака. Лужанима су се називали најстарији Срби у овом крају и прије доласка Белог Павла они су овде живели, а и данас нека наша братства потичу од њих. Након нестанка Лужана због међусобних свађа, Вукосава, кћерка бана Мрдака, је предложила Белом Павлу да остане на њеном имању. У то време овај крај се зове Галићи и то име се појављује у неким хрисовуљама Ивана Црнојевића из 15. века 
Право име Мрдака Лужанина није познато, надимак Лужанин је добио по племену Лужани у којем је живео и владао, према писаним изворима дошао је из Метохије. Води порекло из барјактарске породице Мрдак, који су се доселили у Лужане после Косовског боја 1389.
Вук Стефановић Караџић у „Старим Записима” пише о 1411. години где биљежи причу о Мрдаку Лужанину и жени Белог Павла родоначелника Бјелопавлића, он их лоцира у Лужанима (Сретња) у Брдима (1411-1446) године.

## Братство Мрдак
Братство Мрдак је старо српско братство из Црне Горе, порекло воде из Брњака-Ибарски Колашин где су били барјактари у војсци кнеза Лазара као и Ивана Кастриоте. Братство Мрдак старином потиче од породице Маричић која је живела у Брњаку пре Косовског боја. Најстарији записи о Мрдацима везују се Мрдака Маричића који је у Дубровачком залеђу регистрован 1271. године, Брајило Маричић Крунослав узима се за родоначелника Мрдака, био је један од барјактара у Маричкој бици 1371. године, погинуо је у Косовском боју 1389. године као барјактар пред ескадрилом коњице ритера Ивана Кастриоте. У Маричкој бици добија надимак Мрдак (Мердек) што значи барјак, барјактар. Мрдакови синови, ради очувања успомене на свог храброг оца, за своје породично име узимају име Мрдак, после Косовског боја досељавају се у Сретњу, а најстарији син добива титулу бана, бан Мрдак своју кћерку Вукосаву дава за жену Павлу Немањићу (Бијелом Павлу) и бира га за свога наследника јер није имао мушких потомака. После смрти бана Мрдака Мрдаци се селе у Брскут у Куче где су били кумови са чувеним Дрекаловићима, из куча се селе у Премћане између 1559. и 1569. године. У Премћанима имали су имања, односно катуне, у Шаранцима њихово је било скоро пола Премћана, источни део. И сада се зове Мрдачко Село и Мрдачка Коса Они су стари српски становници Премћана, као и Брајковићи.